# Picot garser capblanc
El picot garser capblanc (Leuconotopicus albolarvatus) és una espècie d'ocell de la família dels pícids (Picidae) que habita el bosc de coníferes, principalment pins, de les muntanyes des del sud de l'interior de la Colúmbia Britànica, nord de Washington i nord d'Idaho, cap al sud, a través d'Oregon fins al sud de Califòrnia i zona limítrofa de Nevada.